# ادواردو دی سانتو
ادواردو دی سانتو (زاده ۲۵ ژوئن ۱۹۳۴) یک سیاستمدار و مدیر در انتاریو، کانادا است. او از سال ۱۹۷۵ تا ۱۹۸۵ در مجلس قانونگذاری انتاریو به عنوان عضوی از حزب دموکراتیک جدید (NDP) خدمت می‌کرد.

## گذشته
دی سانتو در روکا پیا ایتالیا به دنیا آمد و در دانشگاه رم تحصیل کرد. دی سانتو در رم یک روزنامه‌نگار حرفه ای و همچنین دبیر مطبوعاتی وزیر صنعت و بازرگانی ایتالیا بود. او در سال‌های ۱۹۷۴–۱۹۷۵ عضو انجمن خدمات خانواده مترو تورنتو بود و مشاور هیئت کارگران اجتماعی در کالج جورج براون بود. دی سانتو همچنین یکی از اعضای مؤسس و همچنین یک مدیر اجرایی فدرال در کنگره ایتالیایی-کانادایی‌ها در این دوره بود. او همچنین یکی از اعضای مؤسس شرکت خیریه ایتالیایی-کانادایی بود. او با ماریا اوگیمری، عضو شورای شهر تورنتو ازدواج کرده‌است.

## سیاست
او در انتخابات استانی ۱۹۷۵ به عضویت قوه مقننه انتاریو درآمد و نامزد لیبرال مایک اسپنسیری را با ۶۸ رای در Downsview به عنوان بخشی از پیشرفت NDP در جامعه ایتالیایی تورنتو شکست داد. او با اختلاف بیشتر در انتخابات ۱۹۷۷ دوباره انتخاب شد، و وزیر سابق کابینه فدرال جوزف ولپ را با ۶۵۳ رای در انتخابات ۱۹۸۱ شکست داد. او در سال ۱۹۸۲ از باب رائه برای رهبری حزب حمایت کرد.
دی سانتو در انتخابات ۱۹۸۵ با اختلاف اندکی شکست خورد و با ۲۲۱ رای به جوزف کوردیانو نامزد لیبرال باخت.

## زندگی اخیر
پس از انتخابات، لیبرال‌ها و NDP (همان دموکرات) یک پیمان دو ساله امضا کردند که به چهل و دو سال حکومت محافظه کار مترقی پایان داد. پس از خروج از مجلس، دی سانتو به عنوان مدیر دفتر مشاور کارگر منصوب شد.
حزب دموکراتیک نوین در انتخابات استانی ۱۹۹۰ اکثریت را تحت رهبری باب رائه به دست‌آورد و دی سانتو در سال ۱۹۹۱ به عنوان رئیس هیئت جبران خسارت کارگران انتاریو منصوب شد. در طول تصدی خود به عنوان رئیس، او سیاست‌های مترقی را اجرا کرد، مانند این پیش فرض غیرقابل ابطال که کارگرانی که در محیط کار در معرض آزبست قرار می‌گیرند، برای صدمات/بیماری‌های خود بیمه می‌شوند - که در آن زمان تازگی داشت. در سال ۱۹۹۴، رائه، دی سانتو را به هیئت مجوز الکل انتاریو منتقل کرد.
در سال ۱۹۹۲، دی سانتو رئیس و بنیانگذار Casa Abruzzo، یک سازمان غیرانتفاعی برای سالمندان مستقل بود.
او در انتخابات فدرال ۱۹۹۷ برای مجلس عوام کانادا مبارزات انتخاباتی کرد، اما در برابر نامزد مستقل جان نونزیاتا در یورک ساوت وستون سوم شد.